# Hagai Levi
Hagai Levi (född 1963 i Sha'alvim, Israel) är en israelisk film- och TV-regissör, författare, redaktör, filmproducent och kritiker.
Levi är kanske främst känd för att ha skapat, regisserat och producerat TV-dramat Hos terapeuten och för att ha producerat HBO:s amerikanska anpassning av showen In Treatment. Han fick tillsammans med Nir Bergman israeliska Academy's Best Directors pris för regin av Hos terapeutens första säsong,. Han har dessutom skrivit manus till dramaserien Shabatot Vehagim och redigerat flera telenovelas.

### Fotnoter
1. ↑  Internet Movie Database, läst: 19 juni 2019.[källa från Wikidata]